# 지토미르주
지토미르주(우크라이나어: Житомирська область)는 우크라이나 북부에 위치한 주로 주도는 지토미르이며 면적은 29,832km2, 인구는 1,294,200명(2009년 기준)이다.
북쪽으로는 벨라루스 호멜주, 서쪽으로는 흐멜니츠키주, 남쪽으로는 빈니차주, 동쪽으로는 키예프주와 접한다. 1937년 9월 22일 우크라이나 소비에트 사회주의 공화국의 지역으로 창설되었다.

## 같이 보기
- 안드루시우카 천문대

## 참고
1. ↑  (영어) The number of the actual population as of January 1, 2009 보관됨 2010-03-12 - 웨이백 머신,2010년 7월 4일 확인함